# Мішель Омон
Мішель Омон (фр. Michel Aumont, 15 жовтня 1936, Париж — 28 серпня 2019, там же)  — французький актор театру і кіно.

## Життєпис

### Навчання
Навчався в Паризькій консерваторії драматичного мистецтва.

### Акторська кар'єра
Дебютував на екрані в 30-річному віці. Із середини 1970-х років став одним з провідних акторів французького кінематографа. Здебільшого виконував епізодичні ролі, але створював яскраві образи, що запам'ятовувалися глядачу.
Серед партнерів у стрічках: Фабіо Тесті, Мішель Дюшоссуа, Маріанжела Мелато, Лу Кастель, П'єр Рішар, Джейн Біркін, Ален Делон, Орнелла Муті, Стефан Одран.
Упродовж тридцяти років працював у паризькому театрі «Комеді Франсез» (Comédie-Française).

### Фільмографія
| Рік  | Назва українською           | Назва французькою                        | країна                              |
| ---- | --------------------------- | ---------------------------------------- | ----------------------------------- |
| 2016 | Новини з планети Марс       | Des nouvelles de la planète Mars         | Франція, Бельгія                    |
| 2012 | Париж-Мангеттен             | Paris-Manhattan                          | Франція                             |
| 2009 | Якось у Версалі             | Versailles rive droite                   | Франція                             |
| 2009 | Мертва короліва             | Reine morte, La                          | Франція                             |
| 2009 | Агент 117: Місія в Ріо      | OSS 117: Rio ne repond plus              | Франція                             |
| 2008 | Слід янгола                 | Empreinte de l'ange, L'                  | Франція                             |
| 2008 | Зануда                      | Emmerdeur, L'                            | Франція                             |
| 2006 | Дублер                      | Doublure, La                             | Бельгія, Італія, Франція            |
| 2006 | Дитячий секрет              | L'enfant du secret                       | Бельгія, Франція                    |
| 2005 | Королівський палац!         | Palais royal!                            | Франція                             |
| 2004 | Осінь                       | Automne                                  | Франція                             |
| 2004 | Клара і я                   | Clara et moi                             | Франція                             |
| 2003 | Хто програв забирає все     | Qui perd gagne!                          | Франція                             |
| 2003 | Невезучі                    | Tais-toi!                                | Франція                             |
| 2001 | Шафа                        | Placard, Le                              | Франція                             |
| 2001 | Растін'як                   | Rastignac ou les ambitieux               | Франція                             |
| 2000 | Сальса                      | Salsa                                    | Франція, Іспанія                    |
| 2000 | Пікнік Лулу Кретца          | Pique-nique de Lulu Kreutz, Le           | Франція                             |
| 1998 | Один шанс на двох           | Une chance sur deux                      | Франція                             |
| 1998 | Чоловік як жінка            | Homme est une femme comme les autres, L' | Франція                             |
| 1998 | Граф Монте-Крісто           | Comte de Monte Cristo, Le                | Франція, Німеччина, Італія          |
| 1997 | Вогонь, що горить           | La Ville dont le prince est un enfant    | Франція                             |
| 1997 | Поганий тон                 | Mauvais genre                            | Франція                             |
| 1997 | Панове немовлята            | Messieurs les enfants                    | Франція                             |
| 1996 | Бомарше                     | Beaumarchais, l'insolent                 | Франція                             |
| 1995 | Король Парижа               | Roi de Paris, Le                         | Франція                             |
| 1993 | Тінь сумніву                | Ombre du doute, L'                       | Франція                             |
| 1993 | Архіпелаг                   | Archipel                                 | Франція                             |
| 1993 | Аліса Невер                 | Juge est une femme, Le                   | Франція                             |
| 1992 | Бунт дітей                  | La Révolte des enfants                   | Франція                             |
| 1990 | Експрес Альберто            | Alberto Express                          | Канада, Франція                     |
| 1989 | Хто кого                    | Ripoux contre ripoux                     | Франція                             |
| 1989 | Коло по манежу              | Un tour de manège                        | Франція                             |
| 1985 | Весілля століття            | Mariage du siècle, Le                    | Франція                             |
| 1985 | Одна жінка чи дві           | Une femme ou deux                        | Франція                             |
| 1984 | Діагональ слона             | La Diagonale du fou                      | Франція                             |
| 1984 | Неділя за містом            | Un dimanche à la campagne                | Франція                             |
| 1983 | Піщинка                     | Grain of Sand                            | Франція                             |
| 1983 | Татусі                      | Compères, Les                            | Франція                             |
| 1982 | Тисячу мільярдів доларів    | Mille milliards de dollars               | Франція                             |
| 1982 | Необхідна самооборона       | Légitime violence                        | Франція                             |
| 1982 | Моцарт                      | Mozart                                   | Франція, Канада, Бельгія, Швейцарія |
| 1979 | Удар головою                | Coup de tête                             | Франція                             |
| 1979 | Сміливіше, біжімо           | Courage fuyons                           | Франція                             |
| 1979 | Дурний, але дисциплінований | Bête mais discipliné                     | Франція                             |
| 1977 | Смерть негідника            | Mort d'un pourri                         | Франція                             |
| 1977 | Зіпсовані діти              | Des enfants gâtés                        | Франція                             |
| 1976 | Омлет                       | Les Oeufs brouillés                      | Франція                             |
| 1976 | Мосьє Кляйн                 | Monsieur Klein                           | Франція, Італія                     |
| 1976 | Мадо                        | Mado                                     | Німеччина, Італія, Франція          |
| 1976 | Іграшка                     | Jouet, Le                                | Франція                             |
| 1975 | Тримай у полі зору          | Course à l'échalote, La                  | Франція, ФРН                        |
| 1974 | Ляпас                       | La Gifle                                 | Італія, Франція                     |
| 1974 | Нада                        | Nada                                     | Італія, Франція                     |
| 1973 | Скупий                      | Avare, L'                                | Франція                             |
| 1973 | Жінка в блакитному          | Femme en bleu, La                        | Італія, Франція                     |